# Großsteingräber bei Wallhöfen
Die Großsteingräber bei Wallhöfen (auch Großsteingräber bei Vollersode) waren mehrere megalithische Grabanlagen der jungsteinzeitlichen Trichterbecherkultur bei Wallhöfen, einem Ortsteil von Vollersode im Landkreis Osterholz (Niedersachsen). Heute existiert nur noch ein Grab, sieben oder acht weitere wurden im 19. Jahrhundert zerstört. Es ist nicht klar, ob das erhaltene Grab mit einem der als zerstört geführten identisch ist, oder ob es sich um eine weitere Anlage handelt. Nur zu drei zerstörten Gräbern liegen genauere Angaben vor.

## Lage
Drei im 19. Jahrhundert zerstörte Gräber befanden sich in der Heide nördlich des Weges von Wallhöfen nach Hambergen. Die restlichen Gräber lagen ebenfalls in der Heide. Im Wald nördlich von Wallhöfen befindet sich ein in Resten erhaltenes Grab. Etwa 3 km südlich lag das ebenfalls im 19. Jahrhundert zerstörte Großsteingrab Hambergen, 3 km nördlich befinden sich die erhaltenen Großsteingräber bei Steden.

## Beschreibung

### Das erhaltene Grab
Am Standort des erhaltenen Grabes ist nur ein einzelner großer Findling erkennbar, der allerdings in der offiziellen topografischen Karte als Großsteingrab verzeichnet ist. Möglicherweise handelt es sich um einen Deckstein. Zum ursprünglichen Aussehen und zum Typ des Grabes liegen keine näheren Informationen vor.

### Zerstörte Gräber

#### Grab 1

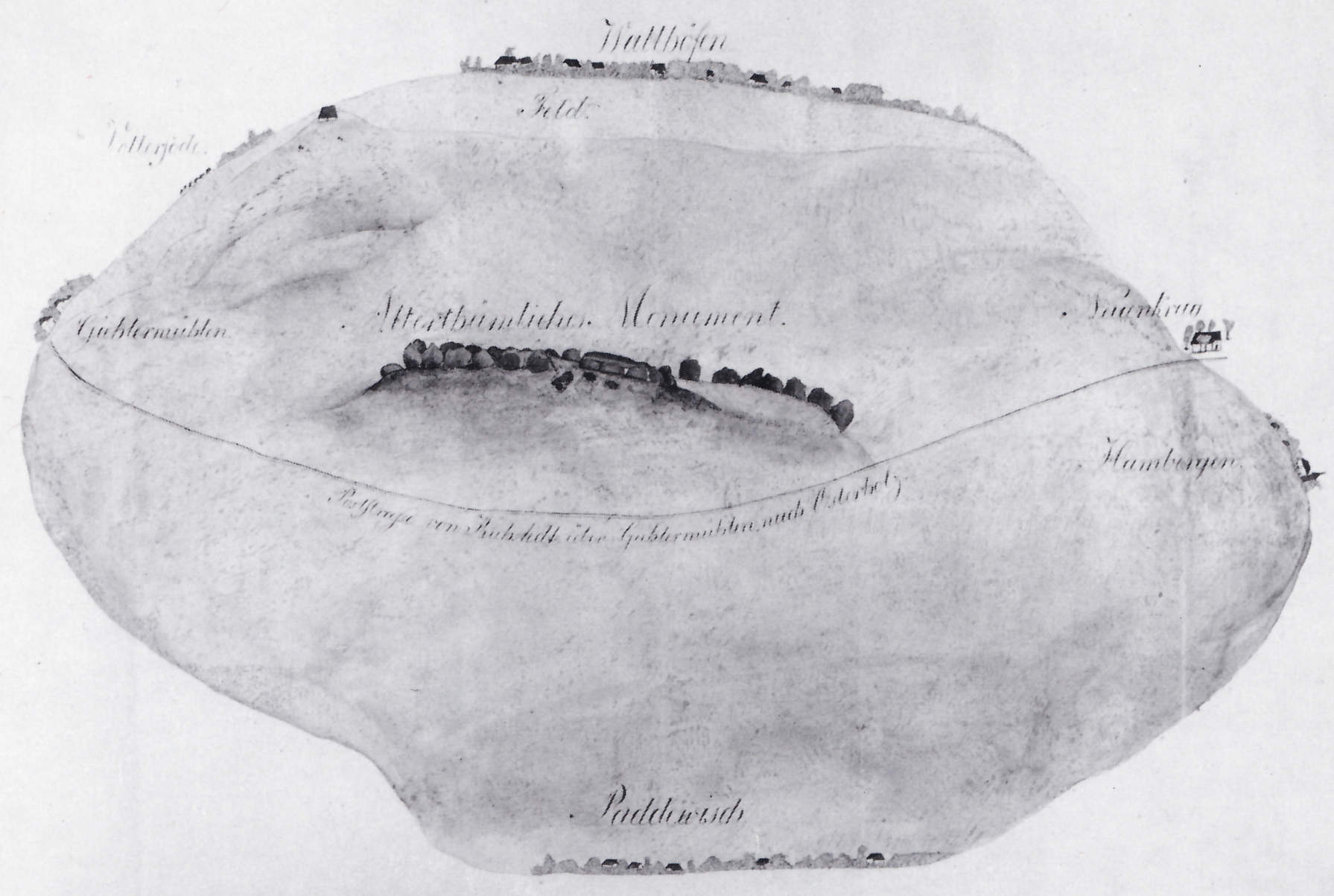
Zeichnung des zerstörten Grabes 1 von 1833

Grab 1 besaß ein rechteckiges Hünenbett mit einem Umfang von 124 Fuß (ca. 36 m); Ernst Sprockhoff gibt hingegen eine Länge von etwa 25 m und eine Breite von etwa 9 m an. Nach Johann Karl Wächter waren um 1841 noch 25 große Umfassungssteine vorhanden, die zwischen 6 und 9 Fuß (ca. 1,8–2,6 m) hoch waren. Im Hünenbett befand sich eine Grabkammer, die aus vier Wandsteinpaaren mit je einem zugehörigen Deckstein sowie einem Abschlussstein an einer Schmalseite bestand. Nach dieser Beschreibung dürfte es sich um einen Großdolmen gehandelt haben. Wächter interpretierte jedes Joch irrtümlich als separate Grabkammer. Der erste Deckstein hatte einen Umfang von 22 Fuß (ca. 6,4 m) und eine Dicke von 7–8 Fuß (ca. 2,0–2,3 m), der zweite Deckstein hatte einen Umfang von 23 Fuß (ca. 6,7 m), der dritte von 19 Fuß (ca. 5,5 m) und der vierte von 18 Fuß (ca. 5,3 m). Alle Wandsteine ragten 2–3 Fuß (ca. 0,6–0,9 m) aus dem Boden. Einer der Träger wies um 1841 bereits Spaltlöcher auf, die Wächter wohl irrtümlich den Erbauern zuschrieb.

#### Grab 2
Grab 2 besaß ebenfalls ein rechteckiges Hünenbett. Dieses hatte einen Umfang von 140 Fuß (ca. 40,9 m). Von der Umfassung waren um 1841 noch 16 Steine vorhanden. Die Grabkammer bestand aus elf Wand- und drei Decksteinen, was Wächter wiederum irrtümlich als drei separate Grabkammern interpretierte. Der erste Deckstein hatte einen Umfang von 18 Fuß (ca. 5,3 m), der zweite von 17 Fuß (ca. 5,0 m) und der dritte von 12 Fuß (ca. 3,5 m). Die Wandsteine ragten 2–3 Fuß (ca. 0,6–0,9 m) aus dem Boden. Auch bei diesem Grab handelte es sich wahrscheinlich um einen Großdolmen.

#### Grab 3
Auch Grab 3 besaß ein rechteckiges Hünenbett. Es hatte einen Umfang von 72 Fuß (ca. 21 m) und besaß 1841 noch 17 Umfassungssteine. Die Grabkammer besaß noch vier Decksteine und acht Wandsteine. Ein äußerer Deckstein ruhte auf vier Wandsteinen, die beiden mittleren auf jeweils zwei. Der vierte Deckstein lag auf dem Boden, die zugehörigen Wandsteine fehlten bereits. Auch hier ging Wächter wieder irrtümlich von vier Grabkammern aus. Der erste Deckstein hatte einen Umfang von 20 Fuß (ca. 5,8 m), der zweite und dritte von jeweils 18 Fuß (ca. 5,3 m) und der vierte von 16 Fuß (ca. 4,7 m), die Dicke aller Decksteine betrug 5 Fuß (ca. 1,5 m). Auch bei diesem Grab handelte es sich wahrscheinlich um einen Großdolmen.

#### Weitere Gräber
Neben den drei genauer beschriebenen sollen im 19. Jahrhundert noch vier oder fünf weitere Steingräber zerstört worden sein. In diesen wurden angeblich Keramikgefäße, Waffen und Schmuck, teilweise aus Edelmetall, gefunden. Eventuell handelte es sich auch um bronzezeitliche Grabhügel.